# 凱貝梅爾省

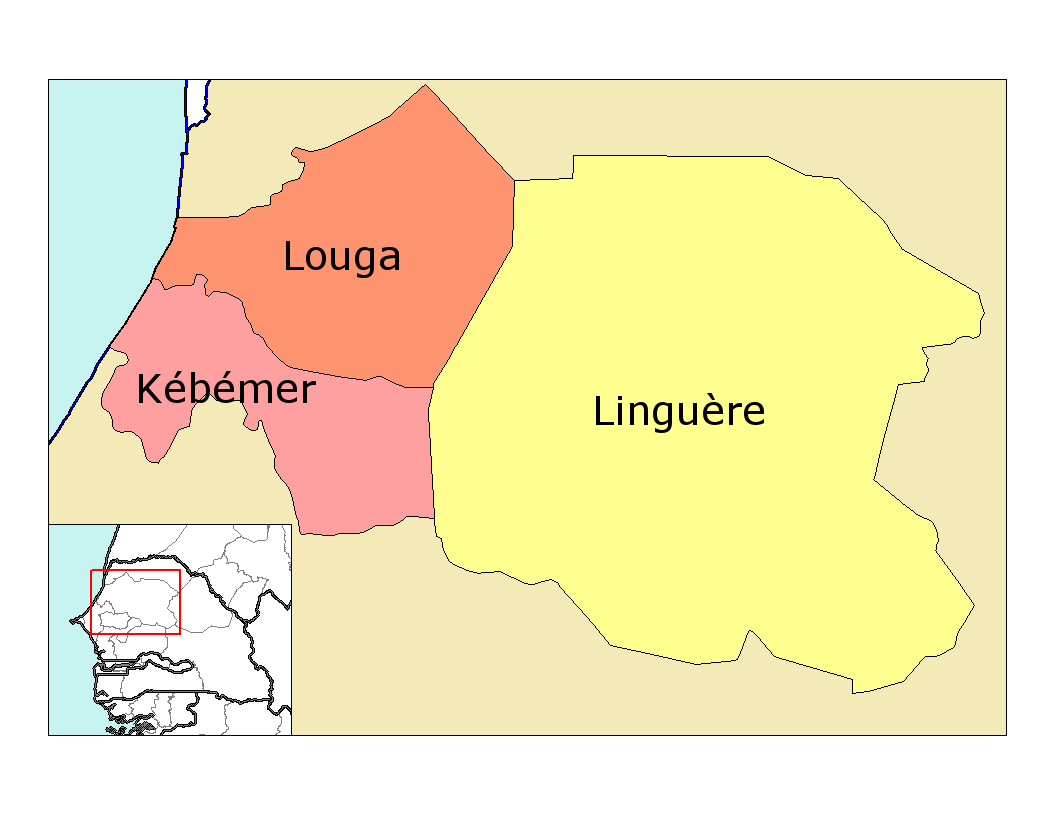

15°22′12″N 16°27′00″W / 15.37000°N 16.45000°W
凱貝梅爾省（法語：Département de Kébémer），是塞內加爾的省份，位於該國西北部，由盧加區負責管轄，首府設於凱貝梅爾，北面是盧加省，面積3,823平方公里，2013年人口259,083，人口密度每平方公里68人。